# Salmo rhodanensis
Salmo rhodanensis är en fiskart som beskrevs av Fowler, 1974. Salmo rhodanensis ingår i släktet Salmo och familjen laxfiskar. IUCN kategoriserar arten globalt som otillräckligt studerad. Inga underarter finns listade i Catalogue of Life.